# ロンドン・ウォール

紀元後400年頃のロンドン・ウォールに囲まれたロンディニウム

ロンドン・ウォール (英: London Wall) は、紀元後2世紀頃からローマ人によりロンディニウムの周辺に作られた防御壁であり、その後18世紀まで維持された。ロンディニウムは現在のロンドンを流れるテムズ川沿岸にあり、ローマ人にとって戦略的に重要な港町であった。
現在では、セント・マーティンのル・グランド通り  がアルダースゲート通りにぶつかるロタンダ・ジャンクションとワームウッド通り (英語版) の間の、古い壁に沿って走っているシティ・オブ・ロンドンの道路の名前となっている。中世後期までは、この壁がシティ・オブ・ロンドンの境界線となっていた。

## ローマ人の壁

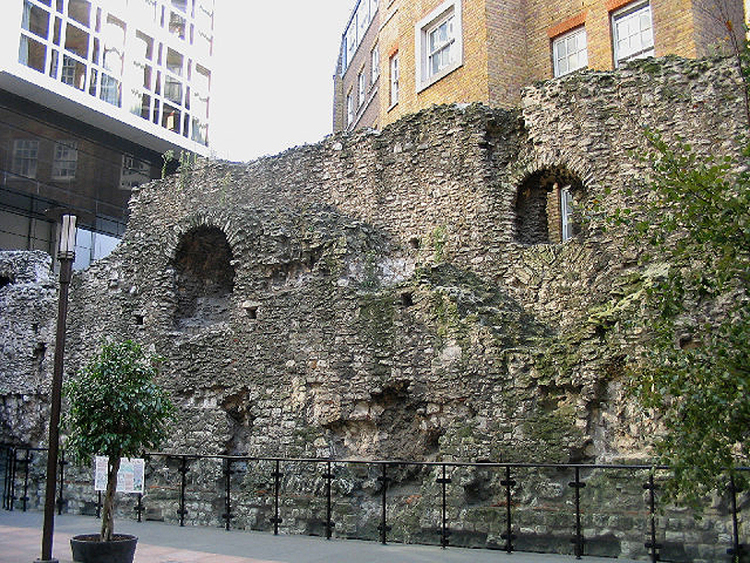
タワーヒル駅近くにある紀元後3世紀に造られたローマ時代の壁の遺跡

ロンドン・ウォールが建設された正確な理由は明らかになっていないが、2世紀後半か3世紀初頭には建てられたようである:47 。これは紀元後120年の都市要塞建設の80年後で、都市の新しい壁の一部とするために北と西の壁は厚くなり高さは2倍になった。建設は少なくとも4世紀終わりまで続けられ、410年にローマ人がブリテン島 (当時の呼称は"ブリタニア") から撤退する前の最後の主要な建設事業となった。建設の理由は、180年代にハドリアヌスの長城を越えたピクト人による、ブリテン島北部への侵略と関係していたのかもしれない。当時のブリテン島の統治者クロディウス・アルビヌスがローマ皇帝としての継承権を主張して自身の権力を強化した、2世紀後半に起きた政争と関係していた可能性もある。アルビヌスはライバルのセプティミウス・セウェルスと戦い、197年フランス・リヨン近くのルグドゥノムの戦い (Battle of Lugdunum) (英語版) で戦死した。壁の建設とセウェルスが行った次のスコットランドへの進軍は景気を刺激し、3世紀初頭のロンディニウムに経済的繁栄をもたらした。
ロンドン・ウォールの関門は、ローマ人の道路路線のネットワークと合わせられていた。東のラドゲート (Ludgate) (英語版) から西のオールゲート (Aldgate) (英語版) までのオリジナルの関門は、時計回りに、ラドゲート・ニューゲート (Newgate) (英語版) ・クリップルゲート (Cripplegate) (英語版) ・ビショップスゲート (Bishopsgate) (英語版) ・オールゲートである。ニューゲートとクリップルゲートの間にあるアルダースゲート (Aldersgate) (英語版) は350年に追加された :47。クリップルゲートとビショップスゲートの間にあるモーゲート (Moorgate) (英語版) はさらにあと、中世に入って建てられた。
ロンドン・ウォールの長さと大きさは、ローマ人のブリテン島における建設事業の中で最大のものの一つとなった。完成した壁は関門と塔と防御溝を備えており、ケンティッシュラグストーン  で作られていた。ラグストーンはメードストン近くの採石場から小舟で運ばれた。約 130 ヘクタール (330 エーカー) の面積を囲むのに、3.2 キロメートル (2 マイル) の長さが必要だった。幅は 2.5 メートル (8 フィート 2 インチ) から 3 メートル (9.8 フィート) 、高さは 6 メートル (20 フィート) だった。外壁の前の溝は深さ 2 メートル (6 フィート 7 インチ) 、幅は 5 メートル (16 フィート) だった。ロンドン・ウォールの東側の区間には約 64 メートル (20 フィート) の間隔で少なくとも22の塔があった。
3世紀後半にロンディニウムがサクソン人海賊に何度も襲われた後、280年に追加で河川側の壁の建設が始められた :47。

## ローマ人の後の利用

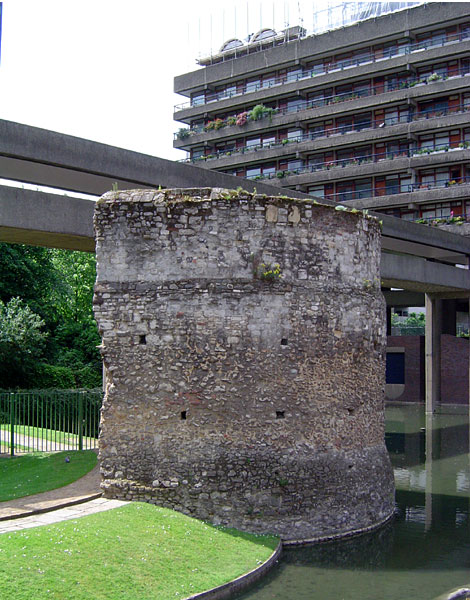
バービカンエステート (英語版) 近くにある砦。13世紀の石造りの上部構造物を持つローマ時代の基礎の上に立っている。

西ローマ帝国の崩壊によりロンディニウムは"ブリタンニア"の州都ではなくなったが、セント・マーティン・イン・ザ・フィールズ教会 (St Martin-in-the-Fields) 近辺の地域の、ブリタニアにおけるローマ文化は450年頃まで続いた 。「アングロサクソン年代記」には、ブリタニアのローマ人 (Romano-British) がケント州クレイフォードでのクレックガンフォードの戦い (battle of Crecganford) において、サクソン人侵略者のリーダー、ヘンギストとホルサ  の部隊に血まみれの敗北を喫した後、ロンドンに敗走したことが記されているので、壁の防衛力はその後も以前の驚異的な強さの一部を維持していたに違いないと考えられる。
500年頃から、"ランデンウィック (Lundenwic)" として知られているアングロ・サクソン人の支配地は、同じ地域で、放棄された古いローマ人の町の西側にわずかながら発展した 。680年頃までにロンドンは十分に復興し、サクソン人の主要な港となった。しかしながらロンドン・ウォールはきちんと維持・管理されず、ロンドンは851年と886年の2回にわたってヴァイキングの被害を受けた 。
886年、イングランド七王国のウェセックス王、アルフレッド大王は、デーン人ヴァイキングの王、グスルム (Guthrum) (英語版) と、ヴァイキングが侵略により獲得した政治的・地理的に制圧している地域に関する事項について、正式に合意した。イングランドの東部と北部では、概ねロンドンからチェスターまで境界線が伸びており、デーン人はデーンロウを築くこととなった。同じ年「アングロサクソン年代記」によると、ロンドンはアルフレッド大王により「刷新」された。考古学的研究により、これはランデンウィックの放棄と、古いローマ人の壁の中での生活と商取引の復活を伴うことが明らかになっている。これはヴァイキングに対するウェセックス王国の徹底した防御策と、マーシア王国を制圧したヴァイキングに対する攻撃的戦略の構築に関するアルフレッド大王の方針の一部だった。
都市のアクティビティーが劇的に増加した950年頃まで、ロンドンがゆっくりと成長するのにつれて、ロンドン・ウォールは修復された 。994年にロンドンを攻撃したヴァイキングの大軍隊は、敗北を喫した 。

## 中世

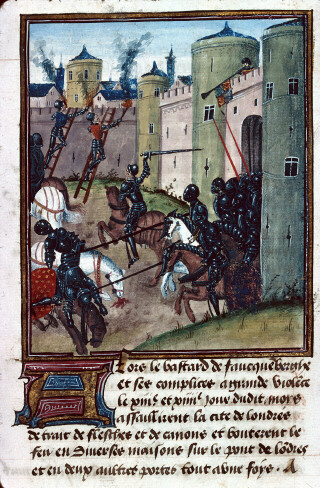
1471年5月12-15日、ヨーク朝の軍勢はロンドンを包囲し、ランカスター朝勢を攻撃した。

11世紀までにロンドンはイングランド最大の町となった。エドワード懺悔王によりロマネスク様式で再建されたウェストミンスター寺院は、ヨーロッパで最も壮大な教会の一つとなった。ウィンチェスターは、かつてアングロ・サクソン人支配におけるイングランドの首都だったが、この頃からロンドンが、外国人貿易商の主要な交流場所であり、戦時における防衛拠点となった。フランク・ステントン  によると、「社会的資源があり、首都にふさわしい尊厳と政治的自己意識を急速に発展させていた 。」
ロンドンの規模と重要性の拡大が、都市防衛の再構築に繋がった。ノルマン・コンクエストまでの中世初期の間、ロンドン・ウォールには銃眼や追加の関門、さらには塔や要塞を含む重要な工事が施された。船から商品が下ろされるテムズ川には、7つの関門と4つの柵以外に、ビリングズゲート・ブリッジゲート等の13の水門がある。さらにロンドン塔には、タワーゲート ・ポスタンゲート  等の歩行者専用の門があった。
中世の間ロンドンは発展を続け、市街地はロンドン・ウォールを超えて拡大した。この町の拡張はシティー・オブ・ロンドンの領域内をロンドン・ウォールの外側と内側に分ける "ウィズアウト" "ウィズイン" という接尾辞を生んだ。ファリンドン (Farringdon) (英語版) と以前のブリッジ (Bridge) (英語版) は、この方式により二つの区 (ward) (英語版) に分けられている。(ブリッジ・ウィズアウトはロンドン橋の関門の外である。) アルダースゲート・ビショップスゲート・クリップルゲートなど、壁の外側と内側の両方をカバーし別々の区になっていないところもあるが、地図・書類等では、これらの地域の壁の内側の部分 (あるいは「区画」) は "ウィズイン" 、外側の部分は "ウィズアウト" と記載されている。古くから "Infra " 、"Extra " という用語も使われており 、また"intramural " 、"extramural " という用語も壁の内側か外側かを表すために使われている :17 。
この接尾辞は、セント・ジャイルズ＝ウィズアウト＝クリップルゲートや、セント・オドゥエン＝ウィズイン＝ニューゲート (St Audoen within Newgate) (英語版)、セント・ボトルフ＝ウィズアウト＝ビショップスゲート (St Botolph-without-Bishopsgate) (英語版) などのように、町の関門近くにある教会や小教区の名称に使われている。

## 壁の終焉

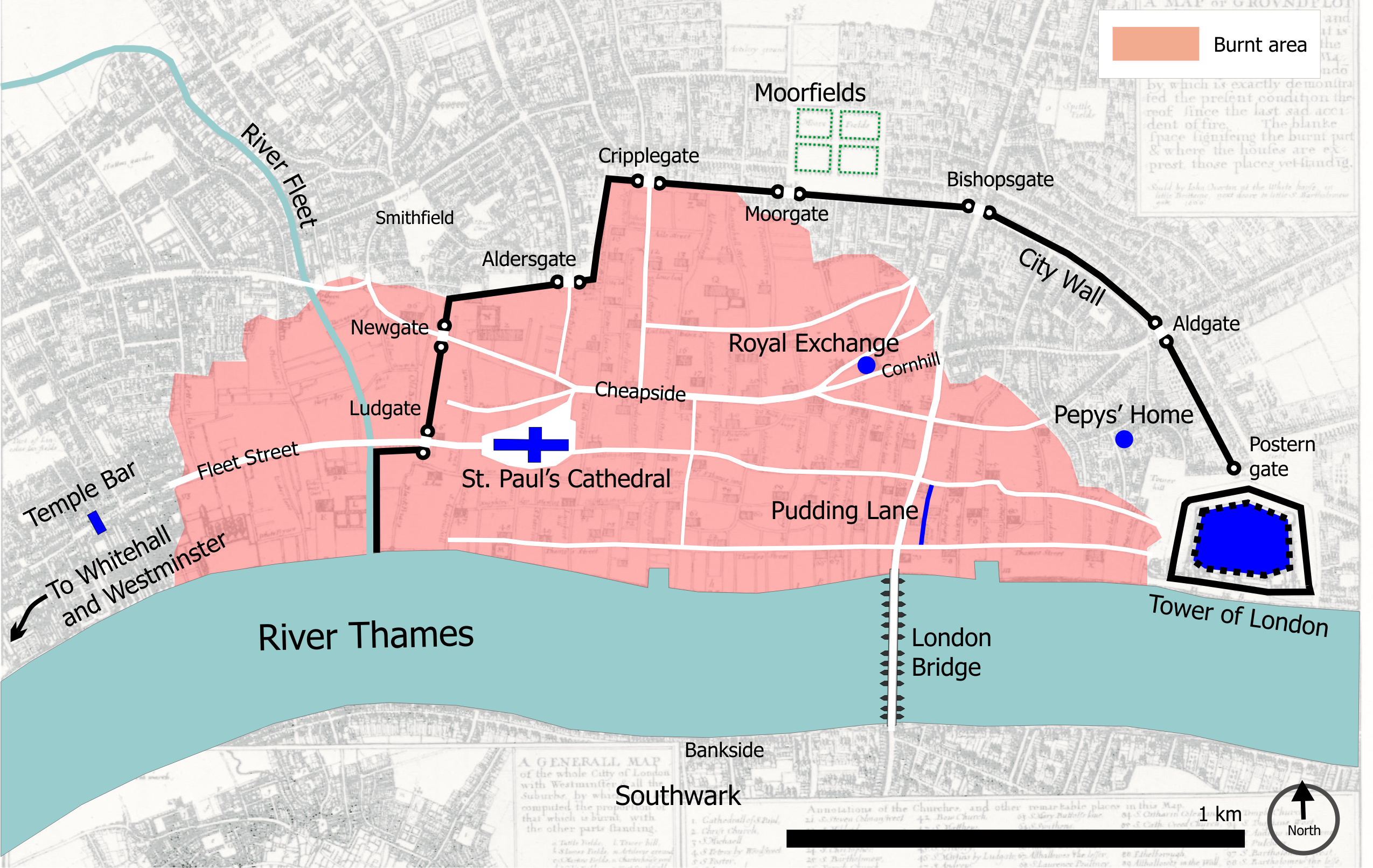
ピンク色の部分は1666年のロンドン大火で焼失した地区

中世の間、シティ・オブ・ロンドンの管轄領域が拡大するにつれて、その境界線は旧市街の壁と一致しなくなった。管轄領域は西側に拡大し、歴史的な元々の支配地 (settlement) の西側の境界線、つまりフリート・ストリートに沿ってテンプル・バー (Temple Bar) (英語版) に続くフリート川に達した。市はまた、ホルボーン・バー (英語版) 、スミスフィールド・バー、ホワイトチャペル・バーなどの古い壁のある地域のすぐ外側にあった有料の門、"シティー・バー" を利用した。これらは都市への重要な入口で、市がこれらを統制することは、通常の取引よりも市の特権を維持するために不可欠だった。
1666年9月のロンドン大火で、ロンドン・ウォールの内側の中世のロンドンの町は、ほとんどが焼失した。その後シティ・オブ・ロンドンへの7つの関門には数多くの修理と再建が施されたが、1760年から67年までの間に全て取り壊された 。19世紀まで壁を壊す作業が続けられたが、壁の大きな部分は他の構造物に組み込まれた。第二次世界大戦中のロンドン大空襲で爆撃被害を受けた町に残された、最も大きな建物のいくつかは、ロンドン・ウォールの残骸だった。残っている壁は数少ない (しかし重要である) が、そのうちいくつかはロンドン博物館 (英語版) の庭、バービカン・エステート (英語版) 、タワー・ヒルの周辺、ノーブル通り (Noble Street) やセント・アルフェジ教会 (St Alphege) (英語版) で見ることができる。またロンドン・ウォールの一部が、現代の建築物の壁の一部や基礎部分になっているものもあり、その場合はそれらの建物の内側からしか見ることはできない。最も巨大で最もアクセスが簡単な壁の断片の一つは、タワーヒル駅のすぐ外側に立っており、その前にはローマ皇帝トラヤヌスの像が立っている。

## 現代

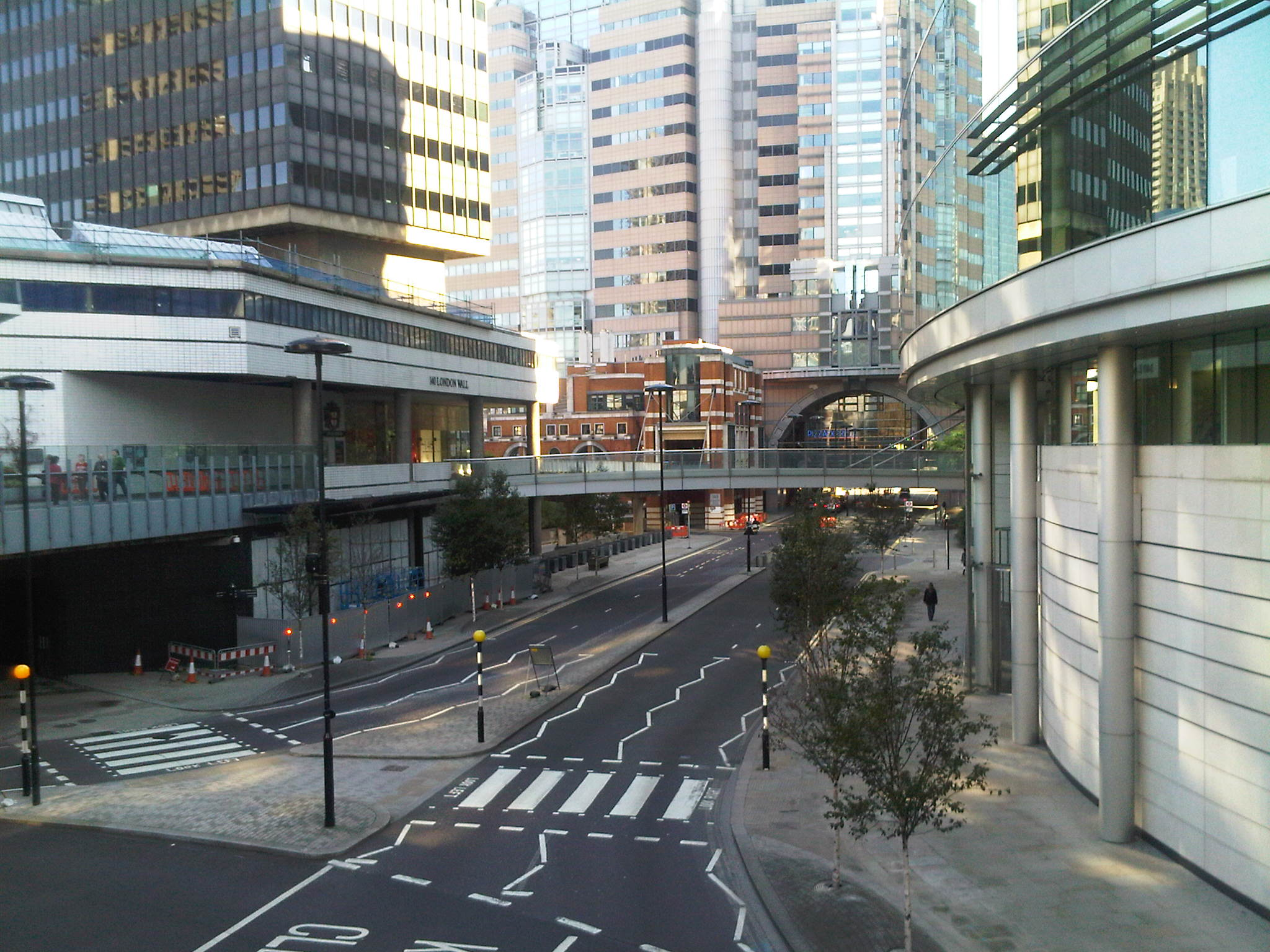
"ロンドン・ウォール"と呼ばれる現代の道路

ロンドン博物館のある北部の壁沿いの道路の一部は、現在では緩やかに沿っているだけだが、"ロンドン・ウォール"" と名づけられて壁を記念している 。現代の道路は、西側はアルダースゲートのロタンダ・ジャンクションからモーゲートを越えて東に走り、そこから壁の線と平行になって、ビショップスゲートに到達する前にワームウッド通り (英語版) になる。これは1957年から76年の間に道路が再建された結果である 。それ以前はこの道路は狭く、ワームウッド通りからウッド通りまで壁沿いを走っていた 。壁の西の区画は現在、セント・アルフェジ教会 (St Alphege) (英語版) になっている。
壁の堀は、ハウンズディッチ通り (Houndsditch) (英語版) になっている。ここにはかつてロンドンの中心的なごみ処理施設があり、その悪臭で有名だった。その通りの名前は、16世紀の歴史家ジョン・ストウ (英語版) によると、シティ・オブ・ロンドンから運ばれた汚物、特に大量の死んだ犬に関係している。16世紀の終わりまでには堀は全部ふさがれ埋められて、前述のとおり道路になった。

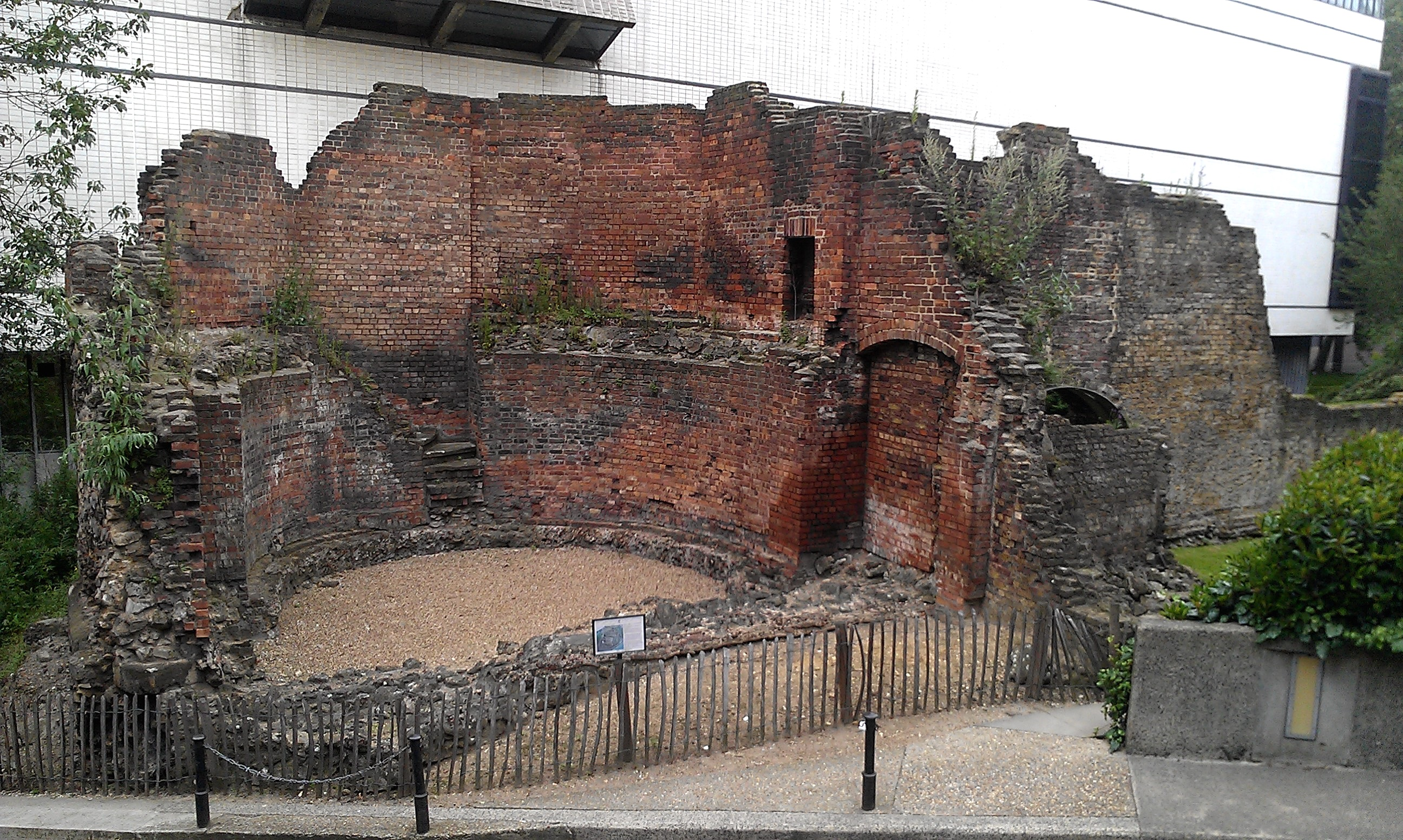
壁と砦

| 名称                   | 座標                                                            |
| ---------------------- | --------------------------------------------------------------- |
| ロンドン博物館         | 北緯51度31分03秒 西経0度05分49秒 / 北緯51.51750度 西経0.09694度 |
| バービカン・エステート | 北緯51度31分08秒 西経0度05分35秒 / 北緯51.51889度 西経0.09306度 |
| ロンドン・ウォール     | 北緯51度31分04秒 西経0度05分43秒 / 北緯51.51778度 西経0.09528度 |
| セント・アルフェジ     | 北緯51度31分05秒 西経0度05分33秒 / 北緯51.51806度 西経0.09250度 |
| クーパーズ・ロウ       | 北緯51度30分38秒 西経0度04分34秒 / 北緯51.51056度 西経0.07611度 |
| タワー・ヒル           | 北緯51度30分36秒 西経0度04分33秒 / 北緯51.51000度 西経0.07583度 |